# Tanypus quadripunctata
Tanypus quadripunctata är en tvåvingeart som först beskrevs av Vimmer 1917.  Tanypus quadripunctata ingår i släktet Tanypus och familjen fjädermyggor. Inga underarter finns listade i Catalogue of Life.